# Turn- und Sportverein München von 1860 1968-1969
Questa voce raccoglie le informazioni riguardanti il Turn- und Sportverein München von 1860 nelle competizioni ufficiali della stagione 1968-1969.

## Stagione
Nella stagione 1968-1969 il Monaco 1860, allenato da Albert Sing e Hans Pilz, concluse il campionato di Bundesliga al 10º posto. In Coppa di Germania il Monaco 1860 fu eliminato al primo turno dall'Eintracht Braunschweig. In Coppa delle Fiere il Monaco 1860 fu eliminato al primo turno dal Legia Varsavia.

## Rosa
| N. |                     | Ruolo | Calciatore         |
| -- | ------------------- | ----- | ------------------ |
|    | Germania (bandiera) | P     | Anton Gigl         |
|    | Serbia (bandiera)   | P     | Petar Radenković   |
|    | Germania (bandiera) | P     | Herbert Schweers   |
|    | Germania (bandiera) | D     | Hans-Günther Kroth |
|    | Germania (bandiera) | D     | Bernd Patzke       |
|    | Germania (bandiera) | D     | Hans Reich         |
|    | Germania (bandiera) | D     | Max Reichenberger  |
|    | Germania (bandiera) | D     | Helmut Roth        |
|    | Germania (bandiera) | D     | Rudolf Steiner     |
|    | Germania (bandiera) | D     | Manfred Wagner     |
|    | Germania (bandiera) | D     | Rudolf Zeiser      |
|    | Germania (bandiera) | C     | Peter Grosser      |

| N. |                     | Ruolo | Calciatore       |
| -- | ------------------- | ----- | ---------------- |
|    | Germania (bandiera) | C     | Wolfgang Lex     |
|    | Croazia (bandiera)  | C     | Željko Perušić   |
|    | Germania (bandiera) | C     | Horst Schmidt    |
|    | Germania (bandiera) | A     | Klaus Fischer    |
|    | Germania (bandiera) | A     | Bernd Gerstner   |
|    | Germania (bandiera) | A     | Alfred Heiß      |
|    | Germania (bandiera) | A     | Peter Kittel     |
|    | Germania (bandiera) | A     | Wilfried Kohlars |
|    | Germania (bandiera) | A     | Hans Linsenmaier |
|    | Germania (bandiera) | A     | Hans Rebele      |
|    | Germania (bandiera) | A     | Franz Schäffner  |
|    | Germania (bandiera) | A     | Jürgen Schütz    |

## Organigramma societario
Area tecnica
- Allenatore: Hans Pilz
- Allenatore in seconda:
- Preparatore dei portieri:
- Preparatori atletici:

## Calciomercato

### Sessione estiva
| Acquisti | Acquisti         | Acquisti             | Acquisti |
| R.       | Nome             | da                   | Modalità |
| -------- | ---------------- | -------------------- | -------- |
| A        | Klaus Fischer    | SC Zwiesel           |          |
| A        | Bernd Gerstner   | Lüner                |          |
| A        | Hans Linsenmaier | Borussia Neunkirchen |          |
| A        | Jürgen Schütz    | Brescia              |          |

| Cessioni | Cessioni            | Cessioni        | Cessioni |
| R.       | Nome                | a               | Modalità |
| -------- | ------------------- | --------------- | -------- |
| A        | Ludwig Bründl       | Colonia         |          |
| A        | Rudolf Brunnenmeier | Neuchâtel Xamax |          |
| C        | Hans Küppers        | Norimberga      |          |
| C        | Eberhard Rosenbauer | Monaco 1860 II  |          |
| C        | Hans Schmitt        | ESV Ingolstadt  |          |

## Risultati

### Bundesliga

#### Girone di andata
| Arbitro: | Ohmsen |

|                   |           |            |
| Patzke 34’ (aut.) | Marcatori | 53’ Rebele |

| Arbitro: | Ott |

|  |           |                                |
|  | Marcatori | 9’ Roth 23’, 90’ (rig.) Müller |

| Arbitro: | Ott |

|                                            |           |                 |
| Zebrowski 57’ Bjørnmose 64’ Görts 75’, 79’ | Marcatori | 51’ Linsenmaier |

| Arbitro: | Biwersi |

|                      |           |             |
| Patzke 66’ Reich 72’ | Marcatori | 33’ Assauer |

| Colonia 7 settembre 1968, ore 15:30 CET 5ª giornata | Colonia | 0 – 0 referto | Monaco 1860 | Müngersdorfer Stadion (20 000 spett.)\| Arbitro: \| Schäfer \| |
| Arbitro:                                            | Schäfer |               |             |                                                                |

| Arbitro: | Schulenburg |

|                       |           |  |
| Fischer 8’ Zeiser 60’ | Marcatori |  |

| Arbitro: | Horstmann |

|                     |           |                                   |
| Nuber 87’ Weida 88’ | Marcatori | 17’ Fischer 61’ Zeiser 90’ Schütz |

| Arbitro: | Herden |

|  |           |                                          |
|  | Marcatori | 18’ Vogts 60’ Bleidick 64’, 81’ Dietrich |

| Arbitro: | Fritz |

|                               |           |                 |
| Heynckes 12’, 88’ Skoblar 70’ | Marcatori | 34’, 49’ Schütz |

| Arbitro: | Voß |

|              |           |  |
| Gerstner 62’ | Marcatori |  |

| Monaco di Baviera 26 ottobre 1968, ore 15:30 CET 11ª giornata | Monaco 1860 | 0 – 0 referto | Alemannia Aquisgrana | Stadion an der Grünwalder Straße (7 000 spett.)\| Arbitro: \| Regely \| |
| Arbitro:                                                      | Regely      |               |                      |                                                                         |

| Arbitro: | Deuschel |

|                 |           |  |
| Seeler 58’, 61’ | Marcatori |  |

| Arbitro: | Fritz |

|                                          |           |                  |
| Rebele 10’ Fischer 42’ Patzke 82’ (rig.) | Marcatori | 58’ Lütkebohmert |

| Arbitro: | Hennig |

|          |           |                        |
| Ipta 72’ | Marcatori | 38’ Fischer 53’ Schütz |

| Arbitro: | Kreitlein |

|             |           |  |
| Kohlars 71’ | Marcatori |  |

| Arbitro: | Linn |

|                          |           |                                        |
| Budde 16’, 87’ Bella 84’ | Marcatori | 39’, 44’ Schütz 47’ Rebele 57’ Fischer |

| Arbitro: | Kindervater |

|  |           |          |
|  | Marcatori | 36’ Maas |

#### Girone di ritorno
| Arbitro: | Fritz |

|                                |           |           |
| Fischer 63’ Reich 65’ Heiß 68’ | Marcatori | 80’ Menne |

| Arbitro: | Weyland |

|  |           |                       |
|  | Marcatori | 63’ Reich 77’ Fischer |

| Arbitro: | Hillebrand |

|                                        |           |                          |
| Schmidt 6’ Fischer 7’, 53’ Kohlars 72’ | Marcatori | 10’ Ferner 57’, 87’ Rupp |

| Arbitro: | Horstmann |

|                           |           |  |
| Weist 15’ Paul 43’ (rig.) | Marcatori |  |

| Arbitro: | Picker |

|                      |           |            |
| Reich 50’ Zeiser 82’ | Marcatori | 14’ Bründl |

| Arbitro: | Malka |

|                                   |           |  |
| Küppers 13’, 57’ Kroth 86’ (aut.) | Marcatori |  |

| Arbitro: | Hennig |

|                      |           |  |
| Heiß 43’ Schmidt 62’ | Marcatori |  |

| Arbitro: | Biwersi |

|                                        |           |  |
| Laumen 23’ Vogts 50’ Netzer 65’ (rig.) | Marcatori |  |

| Arbitro: | Siepe |

|                       |           |             |
| Kohlars 45’ Kroth 69’ | Marcatori | 18’ Skoblar |

| Arbitro: | Krumnack |

|                                           |           |            |
| Hasebrink 8’ Friedrich 40’ Windhausen 48’ | Marcatori | 18’ Rebele |

| Arbitro: | Basedow |

|                                            |           |  |
| Ionescu 20’, 86’ Hermandung 25’ Gronen 68’ | Marcatori |  |

| Arbitro: | Bonacker |

|                        |           |                                        |
| Heiß 8’, 65’ Reich 62’ | Marcatori | 22’ Seeler 72’ Dringelstein 77’ Dörfel |

| Arbitro: | Picker |

|                  |           |  |
| Wittkamp 3’, 88’ | Marcatori |  |

| Arbitro: | Schröck |

|  |           |                  |
|  | Marcatori | 80’ Steffenhagen |

| Arbitro: | Herden |

|                                             |           |  |
| Huberts 28’ (rig.) Grabowski 32’ Nickel 70’ | Marcatori |  |

| Arbitro: | Bien |

|                            |           |                    |
| Heiß 40’ (rig.) Rebele 43’ | Marcatori | 74’ (aut.) Kohlars |

| Arbitro: | Köhler |

|                    |           |          |
| Weiß 25’ Ulsaß 49’ | Marcatori | 23’ Heiß |

### Coppa di Germania
| Arbitro: | Siepe |

|                  |           |  |
| Ulsaß 11’ (rig.) | Marcatori |  |

### Coppa delle Fiere
| Arbitro: | Emsberger |

|                                                               |           |  |
| Pieszko 1’, 41’ Blaut 21’ Deyna 46’ Żmijewski 52’ Gadocha 57’ | Marcatori |  |

| Arbitro: | Scheurer |

|                              |           |                                   |
| Patzke 30’ (rig.) Schütz 40’ | Marcatori | 8’ Blaut 57’ Pieszko 89’ Brychczy |

## Statistiche

### Statistiche di squadra
| Competizione      | Punti | In casa | In casa | In casa | In casa | In casa | In casa | In trasferta | In trasferta | In trasferta | In trasferta | In trasferta | In trasferta | Totale | Totale | Totale | Totale | Totale | Totale | DR  |
| Competizione      | Punti | G       | V       | N       | P       | Gf      | Gs      | G            | V            | N            | P            | Gf           | Gs           | G      | V      | N      | P      | Gf     | Gs     | DR  |
| ----------------- | ----- | ------- | ------- | ------- | ------- | ------- | ------- | ------------ | ------------ | ------------ | ------------ | ------------ | ------------ | ------ | ------ | ------ | ------ | ------ | ------ | --- |
| Bundesliga        | 34    | 17      | 11      | 2       | 4       | 27      | 21      | 17           | 4            | 2            | 11           | 17           | 38           | 34     | 15     | 4      | 15     | 44     | 59     | -15 |
| Coppa di Germania | -     | 0       | 0       | 0       | 0       | 0       | 0       | 1            | 0            | 0            | 1            | 0            | 1            | 1      | 0      | 0      | 1      | 0      | 1      | -1  |
| Coppa delle Fiere | -     | 1       | 0       | 0       | 1       | 2       | 3       | 1            | 0            | 0            | 1            | 0            | 6            | 2      | 0      | 0      | 2      | 2      | 9      | -7  |
| Totale            | 34    | 18      | 11      | 2       | 5       | 29      | 24      | 19           | 4            | 2            | 13           | 17           | 45           | 37     | 15     | 4      | 18     | 46     | 69     | -23 |

### Andamento in campionato
| Giornata  | 1 | 2  | 3  | 4  | 5  | 6 | 7 | 8 | 9  | 10 | 11 | 12 | 13 | 14 | 15 | 16 | 17 | 18 | 19 | 20 | 21 | 22 | 23 | 24 | 25 | 26 | 27 | 28 | 29 | 30 | 31 | 32 | 33 | 34 |
| --------- | - | -- | -- | -- | -- | - | - | - | -- | -- | -- | -- | -- | -- | -- | -- | -- | -- | -- | -- | -- | -- | -- | -- | -- | -- | -- | -- | -- | -- | -- | -- | -- | -- |
| Luogo     | T | C  | T  | C  | T  | C | T | C | T  | C  | C  | T  | C  | T  | C  | T  | C  | C  | T  | C  | T  | C  | T  | C  | T  | C  | T  | T  | C  | T  | C  | T  | C  | T  |
| Risultato | N | P  | P  | V  | N  | V | V | P | P  | V  | N  | P  | V  | V  | V  | V  | P  | V  | V  | V  | P  | V  | P  | V  | P  | V  | P  | P  | N  | P  | P  | P  | V  | P  |
| Posizione | 9 | 16 | 18 | 14 | 13 | 9 | 7 | 9 | 12 | 10 | 10 | 13 | 9  | 7  | 5  | 5  | 6  | 5  | 4  | 4  | 5  | 3  | 5  | 4  | 6  | 4  | 5  | 6  | 7  | 7  | 7  | 9  | 8  | 10 |

Legenda:

Luogo: C = Casa; T = Trasferta. Risultato: V = Vittoria; N = Pareggio; P = Sconfitta.

### Statistiche dei giocatori
| Giocatore        | Bundesliga | Bundesliga | Bundesliga  | Bundesliga | Coppa di Germania | Coppa di Germania | Coppa di Germania | Coppa di Germania | Coppa delle Fiere | Coppa delle Fiere | Coppa delle Fiere | Coppa delle Fiere | Totale   | Totale | Totale      | Totale     |
| Giocatore        | Presenze   | Reti       | Ammonizioni | Espulsioni | Presenze          | Reti              | Ammonizioni       | Espulsioni        | Presenze          | Reti              | Ammonizioni       | Espulsioni        | Presenze | Reti   | Ammonizioni | Espulsioni |
| ---------------- | ---------- | ---------- | ----------- | ---------- | ----------------- | ----------------- | ----------------- | ----------------- | ----------------- | ----------------- | ----------------- | ----------------- | -------- | ------ | ----------- | ---------- |
| K. Fischer       | 26         | 9          | 0           | 1          | 1                 | 0                 | 0                 | 0                 | 2                 | 0                 | 0                 | 0                 | 29       | 9      | 0           | 1          |
| B. Gerstner      | 3          | 1          | 0           | 0          | 0                 | 0                 | 0                 | 0                 | 1                 | 0                 | 0                 | 0                 | 4        | 1      | 0           | 0          |
| A. Gigl          | 2          | 0          | 0           | 0          | 0                 | 0                 | 0                 | 0                 | 0                 | 0                 | 0                 | 0                 | 2        | 0      | 0           | 0          |
| P. Grosser       | 7          | 0          | 0           | 0          | 0                 | 0                 | 0                 | 0                 | 1                 | 0                 | 0                 | 0                 | 8        | 0      | 0           | 0          |
| A. Heiß          | 25         | 6          | 0           | 0          | 0                 | 0                 | 0                 | 0                 | 2                 | 0                 | 0                 | 0                 | 27       | 6      | 0           | 0          |
| P. Kittel        | 7          | 0          | 0           | 0          | 0                 | 0                 | 0                 | 0                 | 1                 | 0                 | 0                 | 0                 | 8        | 0      | 0           | 0          |
| W. Kohlars       | 21         | 3          | 0           | 0          | 0                 | 0                 | 0                 | 0                 | 1                 | 0                 | 0                 | 0                 | 22       | 3      | 0           | 0          |
| H. Kroth         | 31         | 1          | 0           | 0          | 1                 | 0                 | 0                 | 0                 | 1                 | 0                 | 0                 | 0                 | 33       | 1      | 0           | 0          |
| W. Lex           | 0          | 0          | 0           | 0          | 0                 | 0                 | 0                 | 0                 | 0                 | 0                 | 0                 | 0                 | 0        | 0      | 0           | 0          |
| H. Linsenmaier   | 16         | 1          | 0           | 0          | 1                 | 0                 | 0                 | 0                 | 1                 | 0                 | 0                 | 0                 | 18       | 1      | 0           | 0          |
| B. Patzke        | 31         | 2          | 0           | 0          | 1                 | 0                 | 0                 | 0                 | 2                 | 1                 | 0                 | 0                 | 34       | 3      | 0           | 0          |
| Ž. Perušić       | 21         | 0          | 0           | 0          | 1                 | 0                 | 0                 | 0                 | 1                 | 0                 | 0                 | 0                 | 23       | 0      | 0           | 0          |
| P. Radenković    | 30         | 0          | 0           | 0          | 1                 | 0                 | 0                 | 0                 | 1                 | 0                 | 0                 | 0                 | 32       | 0      | 0           | 0          |
| H. Rebele        | 29         | 5          | 0           | 0          | 1                 | 0                 | 0                 | 0                 | 0                 | 0                 | 0                 | 0                 | 30       | 5      | 0           | 0          |
| H. Reich         | 32         | 5          | 0           | 0          | 1                 | 0                 | 0                 | 0                 | 2                 | 0                 | 0                 | 0                 | 35       | 5      | 0           | 0          |
| M. Reichenberger | 14         | 0          | 0           | 0          | 0                 | 0                 | 0                 | 0                 | 1                 | 0                 | 0                 | 0                 | 15       | 0      | 0           | 0          |
| H. Roth          | 7          | 0          | 0           | 0          | 0                 | 0                 | 0                 | 0                 | 2                 | 0                 | 0                 | 0                 | 9        | 0      | 0           | 0          |
| H. Schmidt       | 12         | 2          | 0           | 0          | 1                 | 0                 | 0                 | 0                 | 0                 | 0                 | 0                 | 0                 | 13       | 2      | 0           | 0          |
| H. Schweers      | 2          | 0          | 0           | 0          | 0                 | 0                 | 0                 | 0                 | 1                 | 0                 | 0                 | 0                 | 3        | 0      | 0           | 0          |
| F. Schäffner     | 8          | 0          | 0           | 0          | 1                 | 0                 | 0                 | 0                 | 0                 | 0                 | 0                 | 0                 | 9        | 0      | 0           | 0          |
| J. Schütz        | 20         | 6          | 0           | 0          | 0                 | 0                 | 0                 | 0                 | 2                 | 1                 | 0                 | 0                 | 22       | 7      | 0           | 0          |
| R. Steiner       | 8          | 0          | 0           | 0          | 0                 | 0                 | 0                 | 0                 | 1                 | 0                 | 0                 | 0                 | 9        | 0      | 0           | 0          |
| M. Wagner        | 33         | 0          | 0           | 0          | 1                 | 0                 | 0                 | 0                 | 1                 | 0                 | 0                 | 0                 | 35       | 0      | 0           | 0          |
| R. Zeiser        | 21         | 3          | 0           | 0          | 1                 | 0                 | 0                 | 0                 | 2                 | 0                 | 0                 | 0                 | 24       | 3      | 0           | 0          |